# Rivière de la Bogue
Pour les articles homonymes, voir Bogue.
La rivière de la Bogue est une petite rivière qui traverse les municipalités de Weedon et de Dudswell (Québec), dans la municipalité régionale de comté (MRC) Le Haut-Saint-François, dans la région administrative de l'Estrie, au Québec, au Canada.

## Toponymie
« Bogue » fait partie des nombreuses appellations en toponymie québécoise pour désigner les milieux humides. Il provient directement de l'anglais bog, « terrain détrempé, spongieux » et est présent dans 16 toponymes au Québec, principalement dans les régions frontalières de l'Ontario, des États-Unis et du Nouveau-Brunswick. 
Le toponyme rivière de la Bogue a été officialisé le 7 novembre 1985 par le Gouvernement du Québec.

## Géographie
Les bassins versants voisins de la rivière de la Bogue sont :
- côté nord : ruisseau Paré, rivière Nicolet Centre ;
- côté est : ruisseau Paré, rivière Saint-François ;
- côté sud : rivière Saint-François ;
- côté ouest : décharge du lac d'Argent, rivière Nicolet.

Le petit lac (altitude : 335 m) sans nom constitue la source de la rivière Bogue. Il est situé dans la partie ouest de la municipalité de Weedon, à l'ouest du lac Weeland, au sud du "Lac Fer à Cheval" et à l'ouest de la montagne d'Adjutor.
À partir de sa source, la rivière de la Bogue coule sur 11,2 km selon les segments suivants :
- 0,3 km vers le sud-ouest, jusqu'à la limite municipale entre Weedon et Dudswell ;
- 1,9 km vers le sud-ouest, jusqu'au pied du versant sud-est de la "Montagne d'Adjutor" située dans la municipalité de Dudswell ;
- 2,2 km vers le sud-est, jusqu'à la route 112 ;
- 4,2 km vers le sud, jusqu'à la route ;
- 2,6 km vers l'est, jusqu'à son embouchure.

La rivière Bogue se déverse sur la rive nord-ouest de la rivière Saint-François, à 1,8 km en aval de l'embouchure du ruisseau Paré, en aval du village de Weedon Centre, en amont du village de Bishipton.